# ジョン・ウォルター・グレゴリー
ジョン・ウォルター・グレゴリー（John Walter Gregory, FRS、1864年1月27日 - 1932年6月2日）は、イギリスの地質学者・探検家・地球科学者。氷河地質学についての研究とオーストラリアおよび東アフリカの地理学・地質学についての研究で知られている。グレゴリー・リフト・ヴァレー（東アフリカ・リフト・ヴァレー）は彼にちなんで名づけられた。

## 教育
グレゴリーはロンドンのボウ (Bow) で、羊毛商人の息子として生まれた。ステップニー・グラマー・スクールで教育を受け、15歳でロンドン市の羊毛店の店員となった。その後バークベック文学科学研究所（今のロンドン大学バークベック校 (Birkbeck, University of London)）の夜間クラスで学んだ。1886年に入学を許され、1891年に優等学位 (First Class Honours) で理学士号を得て卒業し、1893年に理学博士 (London) となった。1887年、彼は大英博物館自然史部門の地質部門の助手に任命された。

## 業績
グレゴリーは1900年まで大英博物館にとどまり、「化石コケムシ動物カタログ」Catalogue of Fossil Bryozoaの3つの巻 (1896, 1899, 1909) と「カッチ地方のジュラ紀動物相、サンゴ編」Jurassic Corals of Cutch (1900) についてのモノグラフをまとめた。彼は何度も休暇を得て、ヨーロッパ、西インド諸島、北アメリカ、および東アフリカを旅している。「グレート・リフト・ヴァレー」The Great Rift Valley (1896)は、1892 - 1893年に行ったケニア山とバリンゴ湖への大調査の興味深い記録である。グレゴリーはこの山を科学的に調査した最初の人物である。彼は地質について今でも通用する重要な観察を行った。1896年、彼はスピッツベルゲンを横断するマーテン・コンウェイ卿の調査で自然学者としてすばらしい仕事をした。氷河地質学についての彼の有名な研究論文はこの時期にエドモンド・J・ガーウッドとの共著で書かれた。
メルボルン大学はフレデリック・マッコイ (Frederick McCoy) の死の後に地質鉱物学の新しいポストを作っていた。1899年12月11日、グレゴリーは地質学教授に任命され、翌年2月に彼の職務を始めた。グレゴリーはオーストラリアに5年足らずしかいなかったが、彼の影響は彼が去った後にも何年も続いた。彼は驚くべき量の研究をやってのけ、彼の教育はほとんど成功し、彼は人物的にも有名だった。しかし彼が来たときはこの大学が資金難を抱えていた時期だったため、名前に値する研究室もなく、評議会は即時の改善は約束できなかった。1904年、彼はグラスゴー大学の地質学教授を受諾し、その年の10月にイギリスへと戻った。彼はオーストラリアに滞在するあいだに、教職としての仕事を遂行する傍らで、多くの他の活動をした。1900 - 1901年、彼は南極調査隊（ディスカバリー遠征）の民間科学スタッフの指揮者を務め、1901 - 1902年の夏季休暇はセントラル・オーストラリアで過ごし、エーア湖周辺を踏査した。この話は1906年にThe Dead Heart of Australiaとして発表され、オーストラリアの地質学者たちに献呈された。彼はThe Foundation of British East Africa (1901)、教科書用のThe Austral Geography (1902 and 1903)、およびThe Geography of Victoria (1903) の一般書も出版した。もう一つの本、The Climate of Australasia (1904) は、1904年1月にダニーデンで開かれた Australasian Association for the Advancement of Science の地理学部門での会長講演を拡張したものだった。The Mount Lyell Mining Field, Tasmaniaは1905年に出版された。これはオーストラリアにおけるグレゴリーの活動の完全な行跡ではない。彼は1901年からヴィクトリア地質調査所の所長になり、その年ロンドン王立協会のフェローに選出され、そして大学の公開講義の時間を割くこともできた。
グレゴリーはグラスゴー大学で25年間教授を務め、教官としておよび管理職として偉大な名声を得た。1929年に退任し、後任はサー・エドワード・ベイリー（グラスゴー大学地質学教授、1929 - 1937）だった。彼は数回の調査を行い、そのうちの1908年の北アフリカのキレナイカへの調査では、彼の専門と同様に考古学にも興味を示した。1912年にはアンゴラ南部への調査も行った。彼は息子を連れてチベットへ旅行し、J. W.とC. J.グレゴリーによるTo the Alps of Chinese Tibetへと記録された。地質学と地理学についての他の書籍は以下がある。
- Geography: Structural Physical and Compartitive (1908)
- Geology (Scientific Primers Series) (1910)
- Gregory, J. W. (1912). The Making of the Earth. H. Holt and Company
- The Nature and Origin of Fiords (1913)
- Geology of To-Day (1915)
- Gregory, J. W. (1916). Australia. G. P. Putnam's Sons, in the Cambridge manuals of science and literature
- Rift Valleys and Geology of East Africa (1921), a continuation of the studies contained in his volume published in 1896
- The Elements of Economic Geology (1928)
- General Stratigraphy (in collaboration with B. H. Barrett) (1931)
- Dalradian Geology (1931)

彼の著した論文には以下がある。
- Gregory, J.W. 1911. The terms "Denudation," "Erosion," "Corrosion," and "Corrasion". The Geographical Journal 37(2):189-195.
- Gregory, J.W. 1914. The lake system of Westralia. The Geographical Journal 43(6):656-664.
- Gregory, J.W., Evans, J.W., Lamplugh, Mr. and Freshfield, D. 1917. Erosion and resulting land forms in sub-arid Western Australia, including the origin and growth of dry lakes: discussion. The Geographical Journal 50(6):434-437.

彼は、The Story of the Road (1931) などの、他分野についての本も書き、The Menace of Colour (1925)とHuman Migration and Future (1928) では優生学にも手を染めた。
1932年1月、グレゴリーはアンデスを中心とする火山と地震についての調査・研究を行うために南アメリカへの調査へ行った。1932年6月2日、ペルー南部のウルバンバ川において彼のボートは転覆し彼は溺れた。彼の死体は3日後に発見された。

## 遺産
グレゴリーは、エアトン・チャップリン師の娘、オードリーと結婚し、息子と娘を一人ずつもうけた。彼は1928年から1930年までロンドン地質学会の会長を務め、1905年のビグスビー・メダルを含む数多くの科学賞を受賞した。
彼が著した書籍のほとんどは既述であるが、それに加えて彼は地質学、地理学および社会学についての約300本の論文を書いた。グレゴリーはたいへん慎み深く、単純で誠実で、作法は魅力的で、全ての事柄に興味を持ち、そして全ての事柄に独自の観点をもたらした。非凡な量の研究をした俊才は、地質学者として彼は時には不十分なデータから一般化することもあった。彼の最後の研究である Dalradian Geology は Geological Magazine の中で否定的に批評されている。それでも彼は彼の時代の最も著名な地質学者の一人であり、彼自身の国の外側から広く認知されていた。彼の本の多くは科学者にも一般人にも興味深いものであろう。彼は、科学者、教師、旅行家、筆まめとして、当時の知識に大きな影響を与えた。

## アーカイヴ
ジョン・ウォルター・グレゴリーのアーカイヴはグラスゴー大学アーカイヴ (GUAS) が管理している。